# Gustav Faber
Gustav Faber (ur. 15 sierpnia 1912 w Badenweiler, zm. 5 kwietnia 1993 tamże) – niemiecki germanista i historyk, autor szeregu monografii historycznych.
Jedną z prac Fabera jest monografia Merowingowie i Karolingowie (1980), ukazująca dzieje Merowingów i Karolingów, dwóch dynastii frankijskich.

## Publikacje
- Der Traum vom Reich im Süden – Die Ottonen und Salier. München 1983, ISBN 3-570-03447-X.
- Auf den Spuren von Hannibal. München 1983, ISBN 3-471-77319-3.
- Auf den Spuren des Paulus. München 1989, ISBN 3-471-77547-1.

### Polskie tłumaczenia
- Gustav Faber, Merowingowie i Karolingowie, Państwowy Instytut Wydawniczy, Warszawa 1994.